# Història de Kenya
La història de Kenya és la del territori que ocupa modernament, ja que no té existència anterior.

## Precolonització de Kenya
Segons fòssils trobats a l'Àfrica de l'Est, els primers protohumans van viure en la regió fa més de vint milions d'anys. Altres descobriments indiquen que homínids com Homo habilis i Homo erectus van viure a Kenya fa 2,6 milions d'anys. Pobles cuixites d'Àfrica del Nord van arribar a la regió coneguda ara sota el nom de Kenya als voltants del 2000 aC.
Els primers mercaders àrabs van començar a freqüentar les costes de Kenya cap al segle i dC. La proximitat de la península àrab era propícia a la colonització, i les colònies àrabs i perses van aparèixer al llarg de les costes ja abans del segle viii segons la tradició, si bé de cap establiment se'n té constància abans del segle x. Durant el 1r mil·lenni, pobles nilòtics i bantus va emigrar a la regió, i aquests últims formen ara els 3/4 de la població de Kenya. Per a les necessitats del comerç entre aquest diferents pobles es va desenvolupar la cultura suahili, mestissatge entre la cultura àrab i africana.

## Establiment musulmà
Al segle xiii els perses (anomenats xirazis) establerts a la costa de Somàlia emigraren cap a Kenya i es van establir en algunes localitats, principalment a Shanga i Manda; van unir les famílies regnants a Malindi i Mombasa (tradicionalment enemigues una de l'altra). Una família àrab d'Oman va formar una dinastia (els nabhani) a l'illa de Pate, que va prendre el títol bantu de "fumo" ('llança'). El sultanat de Vumba Kuu va sorgir de l'aliança matrimonial entre caps locals i caps xirazis; en aquest soldanat es va establir la família àrab dels Ba Alawi, una família de xerifs d'Hadramaut, que van assolir el poder al segle xviii i prengueren el títol de diwani amb un malnom bantu. Totes aquestes colònies musulmanes hi van gaudir de gran prosperitat entre els segles XIII i XVI.
L'arribada dels portuguesos al segle xvi posà en dubte el predomini àrab sobre la costa; un altre factor de decadència fou la dislocació al continent, com la dels oromos, i la decadència general del món musulmà als segles xvi i xvii. Els musulmans de Mombasa van cridar en ajut contra els portuguesos a l'imam d'Oman, i el 1698 van derrotar els lusitans i progressivament els van acabar expulsant fins al Rovuma. Els pocs cristians convertits en van desaparèixer després de l'expulsió portuguesa. L'autoritat omanita sobre la costa s'exercia per mitjà dels xeics i caps locals amb gran autonomia; encara que els omanites eren ibadites, a la zona predominava la tendència xafiïta introduïda pels xerifs i sayyids d'Hadramaut establerts en gran nombre als segles xiv i xv. Sota el domini omanita i després zanzibarès, molts notables van estudiar a la Meca, Medina, al Caire o Istanbul i entre aquests estudiants es nomenaven els cadis de les principals ciutats. Un d'aquests, Sayyid Abd al-Rahman ibn Ahmad fou el primer gran cadi o Shaykh al-Islam de Kenya el 1897.
El 1846 Malindi ja havia estat destruïda pels atacs dels galles o oromos (igual que la seva vassalla Gedi) quan hi va ser el missioner J. C. Krapf, probablement ja des del 1697, quan les notícies desapareixen, però poc després els zanzibaresos la van reconstruir i van crear-hi un centre agrícola que el 1870 tenia una producció notable. Després del 1850 alguns musulmans somalis van creuar el Juba i es van establir al sud del riu, a la regió de Tana, dominada fins aleshores pels oromos; aquest procés va islamitzar als rendille, als bora i als mateixos oromos.
A la segona meitat del segle xix es va produir també una notable emigració d'indis, la major part musulmans, cap a Kenya; molts d'aquests indis eren ismaïlites khojas (nizarites), bohores (ismaïlites mutazalites) o memons (hanafites).
El 1880 Zanzíbar exercia el control sobre la costa de Kenya, però els alemanys i britànics van començar a disputar aquesta sobirania; el 1884 els alemanys van declarar el protectorat a la costa de Tanganyika i el 1885 el protectorat sobre el soldanat de Witu establert el 1865 per una branca dels nabhan de Lamu que havien perdut aquest sultanat a mans de Zanzíbar i el soldà del qual, Ahmad Fumolutti àlies Simba ('lleó'), no reconeixia l'autoritat del sultà zanzibarés. El 1886 un acord angloalemany va reduir el domini de Zanzíbar a una franja costanera de 15 km entre la frontera de Moçambic i Kipini a Kenya, algunes illes i un territori entre 8 i 15 km a la costa de Somàlia.

## Època colonial
Articles principals: Companyia Imperial Britànica de l'Àfrica Oriental, Àfrica Oriental Britànica i colònia de Kenya
La història colonial de Kenya va començar amb la creació d'un protectorat alemany sobre possessions del soldà del Zanzíbar, i després amb l'arribada de la British East Africa Company el 1888. Les rivalitats entre aquests dos estats van cessar quan Alemanya, després de sufocar (agost) la revolta dels musulmans abushiris de Tanganyka (1898-1890), va renunciar a les seves possessions costaneres en favor del Regne Unit el 1890. Witu, transferit als britànics, es va revoltar sota Fumo Bakari, successor d'Ahmad Fumolutti, àlies Simba, que en sentir-se traït va expulsar-ne alguns alemanys i quan aquests s'hi van oposar en va matar 9; els britànics van haver de fer una expedició de càstig; encara van esclatar dues revoltes més dirigides per Fumo Bakari i Fumo Omari al 1894, fins que el darrer fou enviat a l'exili a Zanzíbar (ja sota domini britànic), on va morir. El 1895, a causa de la ingerència britànica en l'elecció de wali de Mombasa (Mbarak, el candidat favorit del poble, fou apartat en favor d'un probritànic), va esclatar la revolta dels mazruis a Takanugu, una fortalesa de la família mazrui al nord de Mombasa, dirigida per Mbarak; la revolta es va estendre a tota la costa de Kenya, de Malindi a la frontera amb Tanganyka, i va obtenir el suport de Mbarak ibn Rashid, oncle de Mbarak, fill del darrer sultà mazrui independent de Mombasa abans de ser deposada la dinastia pels zanzibaresos. La revolta no va poder ser dominada fins al març de 1896 i els seus caps es van refugiar a Tanganyka.
El govern britànic establí el 1895 el control directe sobre l'anomenat protectorat de British East Africa; el primer comissari del protectorat fou Arthur Harding que havia servit a Egipte i Turquia i va permetre als musulmans exercir un cert paper en l'administració, ja que eren els únics lleument preparats; molts musulmans van exercir com a liwalis (governadors locals) i mudirs, governant els liwalats i els mudariyyats costers i exercint també com a cadis; el 1902 la Gran Bretanya permeté als colons blancs accedir als altiplans fèrtils. Aquests colons van tenir una influència en el govern ja abans que el territori fos declarat colònia de la corona el 1920; el govern colonial va excloure els africans de participació política directa fins a 1944. D'octubre de 1952 a desembre de 1959, la rebel·lió de Mau Mau va combatre la llei colonial britànica. Els responsables britànics van fer llavors participar cada vegada més els africans en els processos governamentals, amb la finalitat de tallar als rebels el seu suport. Les primeres eleccions directes per a africans en el Consell legislatiu van tenir lloc el 1957.

## La independència
Encara que els britànics volien transmetre el poder a un grup moderat, va ser la Kenya African Nacional Union (KANU) de Jomo Kenyatta, membre de la tribu dels kikuyu i antic pres sota la llei marcial, qui formà finalment el primer govern poc després de la independència de l'estat el 12 de desembre de 1963. Un any més tard Kenyatta esdevenia el primer president de la república.
El 1964 el partit minoritari, Kenya African Democratic Union (KADU), coalició de petites tribus que temien l'hegemonia de la més gran, es va autodissoldre i s'incorporà a la KANU. El 1966 es va crear el Kenya People's Union (KPU), un partit petit però amb molta incidència. Era dirigit per Jaramogi Oginga Odinga, ex-vicepresident i notable luo. Després d'una visita de Kenyatta a la província de Nyanza, el KPU fou prohibit i el seu cap empresonat i s'hi va establir el sistema de partit únic. A la mort de Kenyatta el 22 d'agost de 1978, el vicepresident Daniel Arap Moi es convertí en president provisionalment, i després oficialment el 14 d'octubre. Arap Moi havia estat triat pel cap del KANU i designat com el seu successor.
Al juny de 1982 l'Assemblea nacional va modificar la constitució establint el sistema de partit únic. L'1 d'agost de 1982 la Força Aèria Kenyana va intentar un cop d'estat radical, que fou reprimit per l'exèrcit, que va romandre lleial, i per la Unitat de Servei General, ala paramilitar de la policia.
Sota pressió interna i externa, el parlament va revocar el desembre de 1991 el sistema de partit únic i el desembre de 1992 es van celebrar eleccions multipartidàries que van donar al KANU la majoria d'escons i Arap Moi fou reelegit per altres cinc anys; l'oposició va obtenir el 45% dels vots però la seva divisió va ajudar el KANU a mantenir el poder. El nombre de partits polítics va passar d'11 a 26 arran d'una liberalització al novembre de 1997. El desembre de 1997 Arap Moi fou reelegit per altres cinc anys i el KANU va conservar una petita majoria al parlament.
No podent constitucionalment representar-se a les eleccions del desembre de 2002, Arap Moi va intentar sense èxit fer d'Uhuru Kenyatta, fill del primer president de Kenya, el seu successor. Una coalició dispar de partits d'oposició va guanyar les eleccions, i el seu cap, Mwai Kibaki, antic vicepresident, fou escollit president per una àmplia majoria.